# 德勒格內什蒂鄉 (尼亞姆茨縣)
47°18′58″N 26°24′06″E / 47.3161°N 26.4016°E
德勒格內什蒂鄉（羅馬尼亞語：Comuna Drăgănești, Neamț），是羅馬尼亞的鄉份，位於該國東北部，由尼亞姆茨縣負責管轄，處於布加勒斯特以北300公里，每年平均降雨量864毫米，海拔高度318米，2007年人口1,834。